# Eudulophasia
Eudulophasia là một chi bướm đêm thuộc họ Geometridae.

## Các loài
- Eudulophasia invaria (Walker, 1854)
- Eudulophasia nigricosta (H. Edwards, 1884)
- Eudulophasia unicolor (Möschler, 1878)